# Biserica de lemn din Luncoiu de Sus

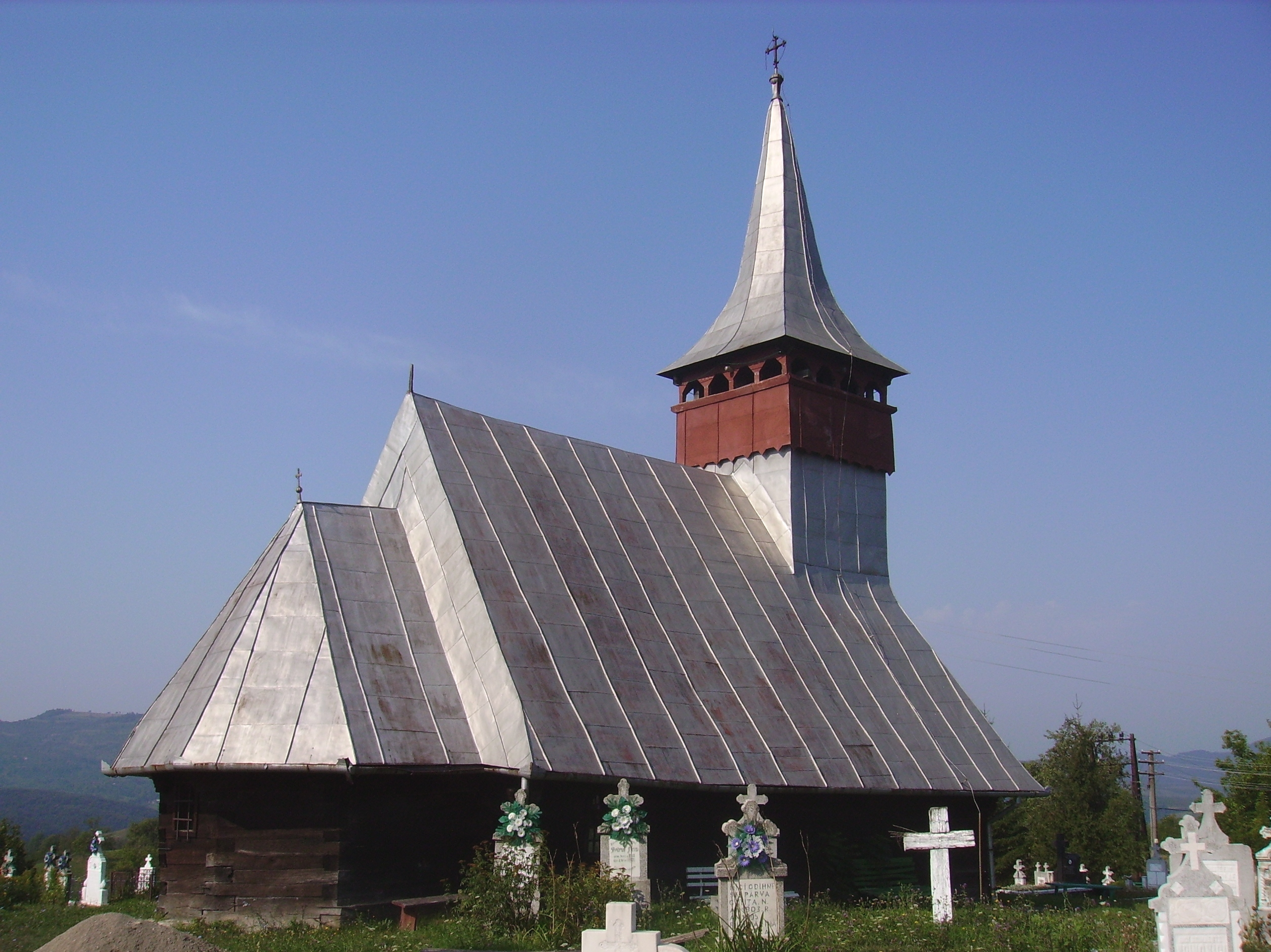
Biserica de lemn „Adormirea Maicii Domnului” din Luncoiu de Sus, comuna Luncoiu de Jos, județul Hunedoara.

Biserica de lemn din Luncoiu de Sus, comuna Luncoiu de Jos, județul Hunedoara a fost construită în anul 1785. Are hramul „Adormirea Maicii Domnului”. Biserica nu a fost introdusă în noua listă a monumentelor istorice.

## Istoric și trăsături
Biserica de lemn „Adormirea Maicii Domnului” din Luncoiu de Sus a fost ridicată în jurul anului 1785, în partea nordică a satului, în locul numit „După Oaș”; inscripția de pe ancadramentul ușii dinspre naos marchează momentul strămutării edificiului pe actualul amplasament, dintr-o vatră mai veche a localității: „S-au făcut 1803, scris-am eu popa Dănilă din Luncoiu de Sus”. Pereții lăcașului înscriu planul dreptunghiular, cu absida decroșată, de formă pentagonală. Foișorul deschis al turnului-clopotniță scund, prevăzut cu o fleșă evazată impunătoare, a fost înfundat parțial cu placaj; aceeași metodă s-a aplicat, în 1974, și în cazul suprafeței interioare a pereților. Alte reparații au avut loc în anii 1864, 1947 și 1963; în cadrul celei din urmă tabla a luat locul șiței clasice. Anterior, șindrila a fost reînnoită periodic; pe filele unui Apostol (Blaj, 1802) s-a notat: „La anul 1829 aprilie 29 s-a făcut șindrilitu bisericii cu turn cu tot cu 45 de zloți și mâncare și o litră de vinars. Absența picturii murale a fost suplinită printr-o bogată zestre de icoane pe sticlă, executate în 1815. Biserica este menționată de conscripțiile anilor 1805 și 1829-1831..